# 夏仲
夏仲，又名夏伸，字允嘉，福建福州府福清县人，明朝政治人物、進士出身。

## 生平
洪武十七年，福建甲子乡试中舉。洪武十八年，登乙丑科會試中進士。之後晋刑部员外郎。迁都察院左都御史，在院仅五十七日，复以直谏忤逆降職。官至广西佥事。